# F1 2017
F1 2017 — перегонова відеогра, розроблена Codemasters, випущена 25 серпня 2017 року на платформах PlayStation 4, Xbox One і Windows. Feral Interactive випустила гру для macOS 25 серпня 2017 року, і для Linux — 2 листопада 2017 року. Гра заснована на сезоні 2017 року чемпіонату Формули-1.

## Ігровий процес
Гра ґрунтувалася на сезоні 2017 року Формули-1 і включала всі команди, що брали участь, реальних пілотів, а також усі 20 гран-прі. Крім цього, повернуто класичний режим, який показано в першому трейлері гри. Також розробники випустили покращений мультиплеєр, поглибленіший режим кар'єри, а також новий режим під назвою Championships (чемпіонати).

### Особливості
У грі представлено коментарі від Девіда Крофта та Ентоні Девідсона. Також є розширений режим керування командою, який пропонує гравцям більше контролю над дослідженнями та розробками автомобільних запчастин. Компоненти двигуна і редуктори схильні до зносу і, зрештою, ламаються, при цьому гравці отримують штрафи на стартові ґрати за перевищення квоти компонентів.
У гру також входило змагання для гравців із розроблення власних перегонових шоломів з сімома переможними проєктами, включеними в гру.

## Реакція
Спочатку спільнота позитивно відреагувала на гру, а журнал Autosport похвалив творців за додання глибини до функцій, наявних у попередній частині — F1 2016. The Daily Telegraph також відзначила зусилля розробників щодо оновлення та покращення попередніх частин і назвали відеогру найкращою випущеною Codemasters на той момент.
Видання Alphr помістило відеогру на 6-те місце у списку найкращих перегонових ігор 2017 року, випущених на PS4.